# Hal John Norman
Hal John Norman, eigentlich Harold L. Norman, Sr. (* 27. August 1911 in Wichita, Kansas; † 14. Juli 2011 in Andover, Kansas) war ein US-amerikanischer Schauspieler, Moderator  und Hörspielsprecher. Norman spielte in zahlreichen Nebenrollen in Western und -fernsehserien wie Bonanza, Westlich von Santa Fé, Tausend Meilen Staub, Wagon Train, High Chaparral und Lassie. Er erhielt wegen seiner häufigen Darstellung von Indianern den Spitznamen „Chief“ (Häuptling).

## Leben
Hal John Norman wuchs in Kansas auf und lernte früh das Reiten von Pferden. 1930 verlor er bei einem Zugunglück sein rechtes Bein, erholte sich aber und lernte das Laufen mit einer Prothese ohne erkennbares Humpeln. In den 1930er Jahren war er Ansager und Moderator bei einem Radiosender in Wichita und spielte zum Ende der 1930er Jahre in Hörspielen bei den Radiosendern KFH und KFBI in Wichita.
Ab 1957 begann er seine Laufbahn als Filmschauspieler in der Filmwirtschaft Hollywoods, wobei er den Künstlernamen Hal Jon Norman bis zu seinem letzten Film 1990 nutzte. Dabei spielte er insbesondere in Westernfilmen und -serien mit und stellte Charaktere wie Buffalo Bill, Frost in Westlich von Santa Fé (1960), Kimki in Insel der blauen Delphine (1964) sowie einen Häuptling der Timbisha in High Chaparral (1968) dar. Während seiner über dreißigjährigen schauspielerischen Laufbahn spielte er an der Seite von Clint Eastwood, Lee Marvin und Ernest Borgnine, wobei er insbesondere wegen seiner zahlreichen Akzente wie Deutsch, Schwedisch, Französisch, Italienisch, Spanisch sowie mehrere US-amerikanische Dialekte vielseitig war, allerdings stets nur Nebenrollen spielte.
Norman, der wegen seiner häufigen Darstellung von Indianern und Häuptlingen den Spitznamen „Chief“ erhielt, trat zuletzt 1990 als Großvater in Tödliche Gier von Harvey Keith an der Seite von Katherine Barrese und Malcolm McDowell auf.
Hal John Norman verstarb im Alter von 99 Jahren am 14. Juli 2011 in Andover, Kansas.

## Filmografie
Fernsehserien
- 1957: Studio 57 (eine Folge)
- 1958–1963: Wagon Train (zwei Folgen)
- 1958: The Restless Gun (eine Folge)
- 1959, 1960: Westlich von Santa Fe (The Rifleman, zwei Folgen)
- 1960: Tales of Wells Fargo (eine Folge)
- 1960–1962: Bonanza (drei Folgen)
- 1961: Anwalt der Gerechtigkeit (Lock Up, eine Folge)
- 1962: The Tall Man (eine Folge)
- 1962–1964: Cowboys (vier Folgen)
- 1963: Grindl (eine Folge)
- 1964: Lassie (eine Folge)
- 1965–1967: Daniel Boone (vier Folgen)
- 1966: Lost in Space (eine Folge)
- 1966: Shane (eine Folge)
- 1967: Verrückter wilder Westen (The Wild Wild West, eine Folge)
- 1967: Colonel Custer (eine Folge)
- 1968: High Chaparral (eine Folge)
- 1985: MacGyver (eine Folge)

Spielfilme
- 1964: Insel der blauen Delphine (Island of the Blue Dolphins)
- 1970: Escape to Passion
- 1972: The Loners
- 1973: Ein Zug für zwei Halunken (Emperor of the North Pole)
- 1990: Tödliche Gier (Jezebel’s Kiss)